# Frank Hatton (Forschungsreisender)

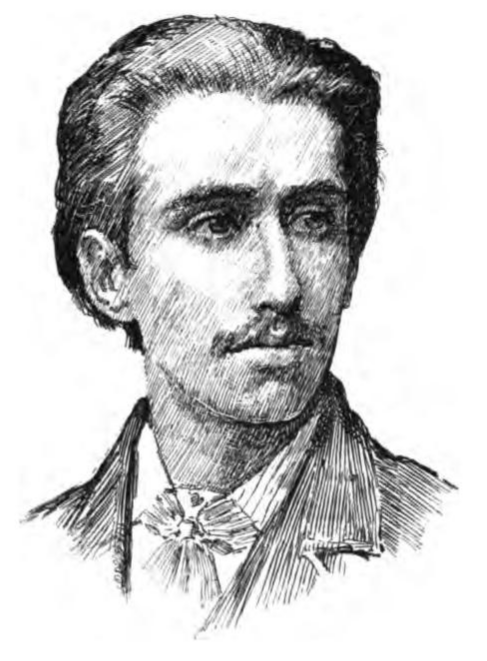
Frank Hatton

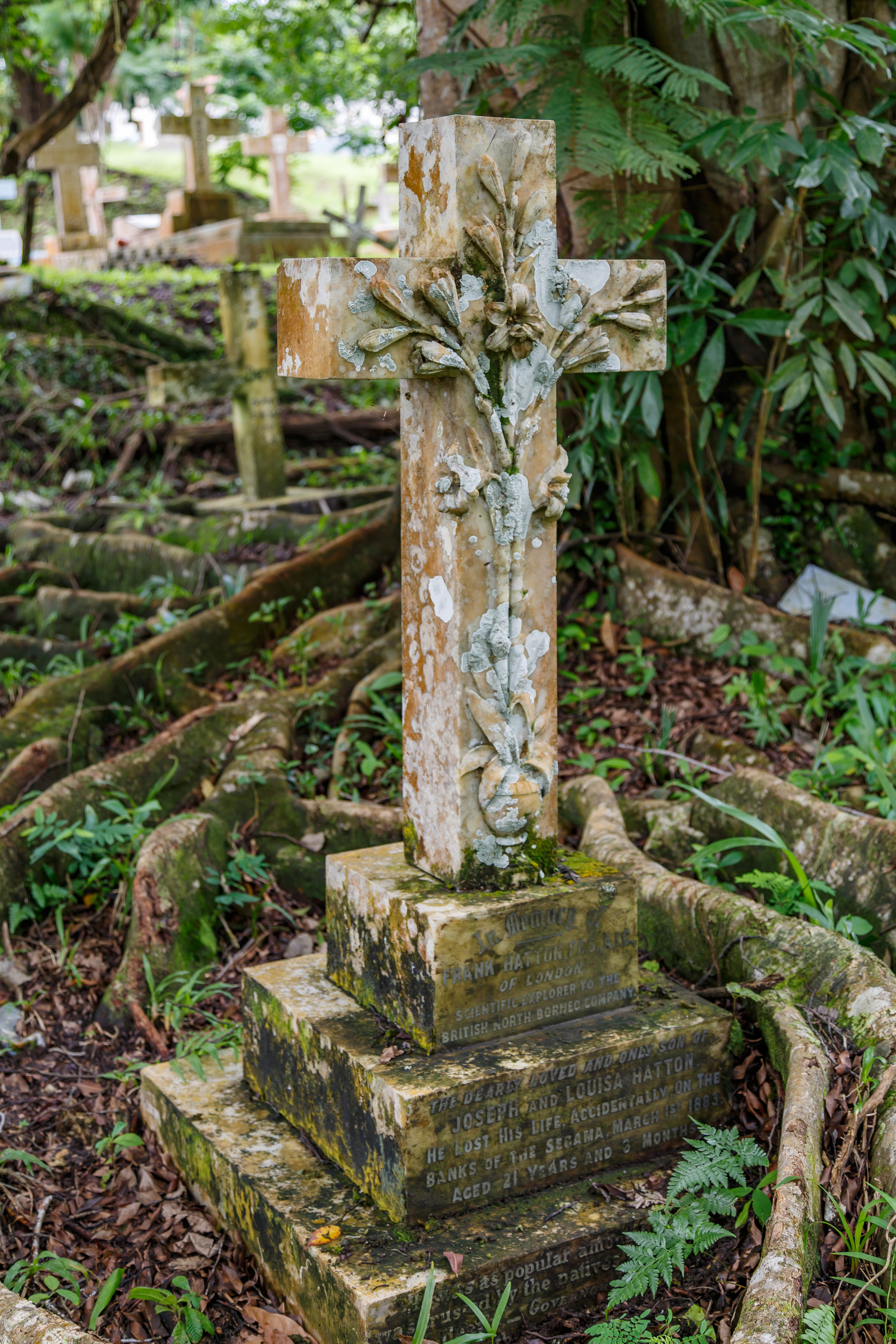
Grabstein von Frank Hatton auf dem christlichen Friedhof von Sandakan

Frank Hatton (* 31. August 1861 in Horfield, Bristol, England; † 1. März 1883 am Ulu Segama, Britisch-Nordborneo) war ein britischer Mineraloge und Forschungsreisender.

## Leben
Frank Hatton wurde am 31. August 1861 in Horfield bei Bristol in der Grafschaft Gloucestershire geboren. Er war das zweite von drei Kindern des Journalisten Joseph Hatton (1841–1907) und seiner Frau Louisa Johnson (1840/41–1901).
Seine Familie zog bald nach seiner Geburt nach Durham und später nach Worcester, bevor sie sich schließlich in London niederließ. Seine Schulbildung erhielt der junge Hatton ab 1874 in Marcq bei Lille und von 1877 bis 1878 am King’s College in London. Während seines Studiums an der Königlichen Bergbauschule in South Kensington in den Fächern Geologie und Chemie wurde er im Alter von zwanzig Jahren für seine Forschungsarbeiten über den Einfluss von Gasen auf Bakterien mit dem Frankland-Preis des Chemischen Institutes ausgezeichnet.
Als er von der North Borneo Chartered Company als Prospektor eingestellt wurde, konnte er bereits eine beträchtliche Labor- und Felderfahrung vorweisen. Er verließ England im August 1881 und erreichte im Oktober Labuan. Am 19. November erreichte er die Abai Bay bei Kota Belud. Nach zwei Monaten im Landesinneren reiste er nach Singapur, um seinen Körper von den Anstrengungen des Dschungels zu erholen. Von März bis zum Juni 1882 setzte er seine Suche nach Lagerstätten fort, fand aber kaum Spuren von Rohstoffen. Die Monate Juli bis Oktober verbrachte er mit Prospektionsarbeiten im Kinoramdistrikt. Nach einem weiteren Erholungsaufenthalt in Singapur reiste er am 19. Dezember nach Sandakan und folgte von hier dem Sungai Kinabatangan, bis er schließlich Ende Februar 1883 den Sungai Segama erreichte.
Am 1. März 1883 befand sich Hatton auf dem Rückweg von einer Elefantenjagd an den Oberläufen des Sungai Segama (mal. Ulu Segama). Als Hatton – das geladene Gewehr mit dem Kolben voraus – sich den Weg durch den Dschungel bahnte, löste sich ein Schuss und traf den jungen Forscher in die Lunge. Hatton starb noch an Ort und Stelle in den Armen seines malaiischen Dieners Oodeen.
Die Begleiter Hattons – der australische Bergbauexperte Beveridge und mehrere malaiische Eingeborene – ruderten die Leiche 53 Stunden non-stopp nach Sandakan, wo Hattons sterbliche Überreste am 4. März beigesetzt wurden. Sein Grab befindet sich auf dem alten christlichen Friedhof von Sandakan.

## Vermächtnis
Hattons Beiträge in Zeitschriften und wissenschaftlichen Periodika sowie sein Nachlass – insbesondere seine Tagebücher – weisen ihn als begabten Forscher aus. In kurzer Zeit hatte er die Sprachen der Malaiien und Dusun erlernt, die ihm einen engen Kontakt mit der indigenen Bevölkerung ermöglichten.
Hattons Arbeiten über Filtration fanden Eingang in den Betrieb der Antwerpener Wasserwerke.
Er war Associate am Institute of Chemistry, Fellow der Chemical Society und Mitglied der Royal Asiatic Society, Straits Branch.

## Sonstiges
Frank Hattons Name steht an zweiter Stelle auf dem Chartered Company Memorial, das die North Borneo Chartered Company für ihre im Dienst gestorbenen oder getöteten Angestellten gegen Ende des 19. Jahrhunderts errichten ließ.
Der Mount Hatton (malaiisch Gunung Hatton), 555 m, bei Semporna wurde nach Frank Hatton benannt.